# Сергейчук, Константин Яковлевич
Константин Яковлевич Сергейчук (23 января (5 февраля) 1906 года, Киев — 22 марта 1971 года, Москва) — советский государственный деятель, нарком, затем министр связи Советского Союза.
Член КПСС с 1939 года.

## Образование
Родился в Киеве в семье рабочего. Украинец. В 1921 году окончил железнодорожное училище, в 1926 году — электротехническое отделение Киевского железнодорожного техникума, затем в 1930 году Киевский энергетический институт (факультет слабых токов). С сентября 1938 года — аспирант Ленинградского института связи.
Кандидат технических наук (1953).

## Биография
- 1926—1928 гг. — электромеханик 4-го участка связи и электромеханики Южной железной дороги, Симферополь.
- 1930—1934 гг. — инженер, заместитель начальника отдела связи, начальник группы связи 5-го эксплуатационного района, заместитель начальника 12-й дистанции сигнализации и связи Юго-Западной железной дороги, Одесса.
- 1934—1938 гг. — начальник 1-й дистанции сигнализации и связи Юго-Западной железной дороги, г. Киев.
- 1939 г. (июнь — август) — начальник Главной инспекции Наркомата связи СССР.
- 1939—1944 гг. — первый заместитель наркома связи СССР.
- 1944—1946 гг. — народный комиссар связи СССР.
- 1946—1948 гг. — министр связи СССР.
- 1948—1953 гг. — директор Научно-исследовательского института кабельной промышленности Министерства электропромышленности СССР.
- 1953—1970 гг. — первый заместитель министра связи СССР.
- С декабря 1970 года — персональный пенсионер союзного значения.

Депутат Верховного совета СССР 2-го созыва (1946—1951).
Умер 22 марта 1971 года в Москве. Похоронен на Новодевичьем кладбище.

Могила Сергейчука на Новодевичьем кладбище Москвы.

## Награды
- орден Ленина
- орден Отечественной войны 1-й степени (24.02.1945)
- орден Отечественной войны 2-й степени
- 2 ордена Трудового Красного Знамени (в т.ч. 10.02.1956)
- орден «Знак Почёта»
- Орден Национального освобождения (Югославия 30.08.1945)